# Vittorio Galli
Vittorio Galli (Monza, 30 maggio 1956) è un ex giocatore di football americano italiano.

## Biografia
Inizia la sua carriera nel 1980 coi Rhinos Milano. Nello stesso anno esordisce nel torneo Basi Nato, come offensive tackle.
Conquista il Superbowl Italiano con i Rhinos nel 1981, 1982 e 1983.
Nel 1982 esordisce in nazionale, sempre nel ruolo di OT, nelle trasferte di Francoforte e Colonia contro la Germania Ovest. Sempre con la Nazionale partecipa ai Campionati Europei del 1983 disputati nello Stadio Vince Lombardi di Castel Giorgio dove vince il titolo. Sempre in quell'anno, con la nazionale neo-campione d'Europa, incontra la squadra campione in carica delle Basi NATO allocate nella penisola italiana, i Blue Knights Vicenza, vincendo per 7-6 uno storico incontro che decretò la fine del predominio americano in Italia, disputato allo stadio Dall'Ara di Bologna.
Nel 1983 con il compagno Chicco Guizzetti diventa il primo allenatore dei Lions Bergamo, che porterà alla vittoria del loro primo campionato di serie B.
Nell'agosto del 1984 con i compagni Sergio Angona, Enzo Brambilla, Lino Benezzoli e Piergiorgio Orla viene invitato e ospitato dai Los Angeles Raiders (neo vincitori del Super Bowl) e dai San Diego Chargers per vivere dall'interno la realtà dei professionisti americani del football NFL.
Si ritira dall'attività agonistica nel 1986.
Pur seguendolo da fuori, resta lontano per una decina di anni dal mondo del football. Rientra alla fine degli anni novanta come allenatore dei settori giovanili dei neorinati Rhinos (che si erano sciolti nel 1992). Segue il settore della flag dove porta suo figlio Federico che conquisterà, con la Nazionale Under 15 il terzo posto agli Europei.
Nel 2004, coadiuvato da altri ex compagni di squadra, organizza il Jurassic Bowl, dove vengono richiamati tutti i giocatori degli anni ottanta a sfidare i fortissimi Lions Bergamo. L'evento ebbe puro scopo benefico.
Nel 2005 il presidente dei Lions Bergamo, Mario Rende, gli chiede di affiancarlo come direttore sportivo nella gestione della squadra. La collaborazione dura fino al 2010. In quegli anni collabora anche con la Federazione al fianco di Giorgio Longhi per quanto riguarda il settore tecnico e fa scouting per la Nazionale.

## Presenze in Nazionale
Vanta 10 presenze in Nazionale, con esordio a Francoforte nel 1982.

## Palmarès

### Nazionale
Campionato europeo: 1 (1983)

### Club
Campionato Italiano: 3 (Rhinos Milano, 1981, 1982, 1983)